# مورچه ولنتاین اوبرتی
مورچه ولنتاین اوبرتی (نام علمی: Crematogaster auberti) نام یک گونه از سرده مورچه ولنتاین است. این گونه در ایران یافت می شود.